# Salganea lunifera
Salganea lunifera är en kackerlacksart som beskrevs av Hanitsch 1933. Salganea lunifera ingår i släktet Salganea och familjen jättekackerlackor. Inga underarter finns listade i Catalogue of Life.